# Zoma Bealoka
Zoma Bealoka è una città e comune del Madagascar situata nel distretto di Miarinarivo, regione di Itasy. 
La popolazione del comune rilevata nel censimento 2001 era pari a 9 611 unità.